# ۶۶۴ (میلادی)
۶۶۴ (میلادی) ششصد و شصت و چهارمین سال تقویم میلادی است.

## درگذشتگان
‎